# Baudreix
Baudreix (okzitanisch: Baudreish) ist eine französische Gemeinde mit 585 Einwohnern (Stand: 1. Januar 2022) im Département Pyrénées-Atlantiques in der Region Nouvelle-Aquitaine (vor 2016: Aquitanien). Sie gehört zum Arrondissement Pau und zum  Kanton Vallées de l’Ousse et du Lagoin (bis 2015: Kanton Nay-Est). Die Einwohner werden Baudreichois genannt.

## Geographie
Baudreix liegt etwa 13 Kilometer südsüdöstlich von Pau am Fluss Gave de Pau, der am Westrand der Gemeinde entlang fließt. Umgeben wird Baudreix von den Nachbargemeinden Boeil-Bezing im Norden, Beuste im Nordosten, Lagos im Osten, Mirepeix im Süden sowie Bourdettes und Arros-de-Nay im Westen und Südwesten.

## Bevölkerungsentwicklung
| Jahr                      | 1962 | 1968 | 1975 | 1982 | 1990 | 1999 | 2006 | 2013 |
| Einwohner                 | 390  | 395  | 420  | 410  | 402  | 473  | 558  | 547  |
| Quelle: Cassini und INSEE |      |      |      |      |      |      |      |      |

## Sehenswürdigkeiten
- Kirche Saint-Vincent, in der zweiten Hälfte des 19. Jahrhunderts erbaut